# Rhoda Montemayor
Rhoda Mae Montemayor (Londen, 31 mei 1979) is een Britse actrice van Filipijnse afkomst.
Haar eerste rol was in de langspeelfilm Finding Neverland uit 2004 als Tijgerlelie. Ze vertolkte ook in 2007 de rol van Rose Ortiz, de Roze Ranger, in de televisieserie Power Rangers: Operation Overdrive, in 2012 was ze Anisha in de langspeelfilm The Knot en sinds 2013 speelt ze mee als Julita in de Vlaamse één-televisieserie Eigen kweek.